# Vláda Ernsta Seidlera

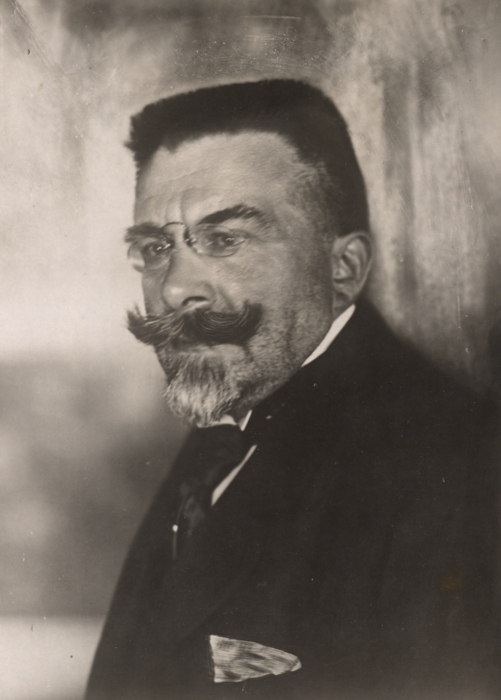
Ministerský předseda Ernst Seidler von Feuchtenegg

Vláda Ernsta Seidlera byla předlitavská vláda, úřadující od 23. června 1917 do 25. července 1918. Sestavil ji Ernst Seidler von Feuchtenegg poté, co skončila předchozí vláda Heinricha Clam-Martinice.

## Dobové souvislosti a činnost vlády
Vláda Ernsta Seidlera nastoupila v situaci, kdy v Rakousku-Uhersku rychle ožíval parlamentní život poté, co byla v květnu 1917 po tříleté válečné přestávce svolána Říšská rada. Předchozí vláda Heinricha Clam-Martinice si nedokázala udržet podporu v parlamentu, ve kterém naopak vznikla většina neněmeckých, protivládně orientovaných poslanců. S postupující ekonomickou a sociální únavou z prodlužující se účasti monarchie na světové válce se do předlitavské politiky vracela ostrá etnická a ideologická polarizace, nyní doprovázená i státoprávními a mezinárodními tématy. Čeští poslanci například na zahajovací schůzi parlamentu ohlásili program transformace monarchie na federaci národnostních států, včetně požadavku na spojení českých zemí a Slovenska. Šířilo se i dělnické a stávkové hnutí.
Seidlerova vláda se snažila vyjít vstříc požadavkům politických stran a nalézt trvalejší podporu v parlamentu. V červenci 1917 navíc byla jako gesto dobré vůle vyhlášena amnestie panovníka Karla I., díky které se na svobodu dostali političtí vězni, včetně předních českých politiků. V české politice (stejně jako v mnoha jiných neněmeckých etnických skupinách) ale dále sílily tendence k zásadní proměně monarchie a frekventovaným se stalo heslo o sebeurčení národů. Větší důraz na české zájmy začala klást i sociální demokracie. Na mezinárodním poli čelilo Rakousko-Uhersko takzvané Sixtově aféře (zveřejnění tajné depeše, v které Rakousko-Uhersko sondovalo možnost separátního míru s dohodovými mocnostmi). Po odeznění aféry došlo k dočasnému upevnění aliance s Německem. Ještě na jaře 1918 tak Seidlerova vláda provedla některá direktivní opatření směřující k posílení etnicky německého vlivu v Předlitavsku (krajské zřízení v Čechách rozdělující zemi na německé a české kraje), na což česká politická reprezentace reagovala další radikalizací. Podstatnější ale byl postoj Poláků, kteří v létě roku 1918 stáhli svou podporu vládě. Seidlerův kabinet tak ztratil možnost projednat rozpočet a rezignoval.

## Složení vlády
| Resort                              | Ministr                                | Nástup do funkce | Konec funkce      |
| ----------------------------------- | -------------------------------------- | ---------------- | ----------------- |
| ministerský předseda                | Ernst von Seidler                      | 23. června 1917  | 25. července 1918 |
| ministr vnitra                      | Friedrich von Toggenburg               | 23. června 1917  | 11. června 1918   |
| ministr vnitra                      | Edmund von Gayer                       | 11. června 1918  | 25. července 1918 |
| ministr financí                     | Ferdinand von Wimmer (správce)         | 23. června 1917  | 25. července 1918 |
| ministr kultu a vyučování           | Ludwik Ćwikliński                      | 23. června 1917  | 25. července 1918 |
| ministr spravedlnosti               | Hugo von Schauer (správce)             | 23. června 1917  | 25. července 1918 |
| ministr obchodu                     | Viktor Mataja                          | 23. června 1917  | 30. srpna 1917    |
| ministr obchodu                     | Friedrich von Wieser                   | 30. srpna 1917   | 25. července 1918 |
| ministr zemědělství                 | Moritz von Ertl (správce)              | 23. června 1917  | 30. srpna 1917    |
| ministr zemědělství                 | Ernst Emanuel von Silva-Tarouca        | 30. srpna 1917   | 25. července 1918 |
| ministr zeměbrany                   | Karl von Czapp                         | 23. června 1917  | 25. července 1918 |
| ministr železnic                    | Karl von Banhans                       | 23. června 1917  | 25. července 1918 |
| ministr veřejných prací             | Emil Homann von Herimberg              | 23. června 1917  | 25. července 1918 |
| ministr veřejných prací             | Friedrich von Wieser (?)               | 30. srpna 1917   | 25. července 1918 |
| ministr bez portfeje                | Viktor Mataja                          | 30. srpna 1917   | 1. ledna 1918     |
| ministr sociální péče               | Viktor Mataja                          | 1. ledna 1918    | 25. července 1918 |
| ministr bez portfeje                | Ivan Horbaczewski                      | 30. srpna 1917   | 25. července 1918 |
| ministr zdravotnictví               | Ivan Horbaczewski (provizorní vedení)  |                  |                   |
| ministr pro haličské záležitosti    | Juliusz Twardowski                     | 23. června 1917  | 25. července 1918 |
| ministr bez portfeje                | Ivan Žolger                            | 30. srpna 1917   | 6. května 1918    |
| společní ministři Rakouska-Uherska: |                                        |                  |                   |
| * ministr zahraničí                 | Otakar Černín                          | 24. června 1917  | 14. dubna 1918    |
| * ministr zahraničí                 | István Burián                          | 16. dubna 1918   | 25. července 1918 |
| * ministr války                     | Rudolf Stöger-Steiner von Steinstätten | 24. června 1917  | 25. července 1918 |
| * ministr financí                   | István Burián                          | 23. června 1917  | 25. července 1918 |